# سباق باريس روبيه 2013
طواف باريس 2013 هو سباق دراجات هوائية أقيم بتاريخ 7 أبريل 2013، تكون السباق من مرحلة واحدة، وامتدّ لمسافة 254. 5 كم، وبسرعة 44.2 كم/س، استغرق السباق 5 ساعات و45 دقيقة و33 ثانية. فاز به السويسري فابيان كانسيليرا.

## الترتيب
| م                     | الدرّاج           | البلد  | الزمن                       |
| --------------------- | ---------------- | ------ | --------------------------- |
| الفائز بالترتيب العام | فابيان كانسيليرا | سويسرا | 5 ساعات و45 دقيقة و33 ثانية |